# R1SE
R1SE là một nhóm nhạc nam thần tượng Trung Quốc được thành lập bởi Tencent thông qua chương trình thực tế Sáng tạo doanh 2019 bắt đầu lên sóng vào ngày 6 tháng 4 năm 2019 ở Tencent Video. Nhóm bao gồm 11 thành viên, được thành đoàn theo thứ hạng từ 1 - 11 các thực tập sinh đứng đầu trong toàn bộ thực tập sinh tham gia chương trình vào đêm chung kết được phát trực tiếp: Châu Chấn Nam, Hà Lạc Lạc, Yên Hủ Gia, Hạ Chi Quang, Diêu Sâm, Trạch Tiêu Văn, Trương Nhan Tề, Lưu Dã, Nhậm Hào, Triệu Lỗi và Triệu Nhượng. Họ đã chính thức ra mắt vào đêm chung kết Sáng tạo doanh 2019, ngày 8 tháng 6 năm 2019, với đĩa đơn "R.1.S.E", nhạc phim của phim chiếu rạp 'Men In Black - International'.

## Tên nhóm
Tên nhóm nhạc, "R1SE" là từ kết hợp giữa 4 kí tự, mỗi kí tự đều mang ý nghĩa khác nhau: "R - Running - Chạy", "1 - No.1", "S - Sun - Mặt trời" và "E - Energy - Năng lượng". Cái tên này cũng thể hiện sự cố gắng và tôi luyện để không ngừng trưởng thành của các thiếu niên với kỹ năng nhanh chóng tăng cao và tinh thần luôn lan toả năng lượng tích cực cho cộng đồng, từ chân trời đi lên không ngừng theo đuổi mặt trời trở thành nhóm nhạc nam mạnh nhất Trung Quốc. Tên nhóm có thể được gọi là "R. One. S. E." (/ɑr, wʌn, ɛs, i/) hoặc gọi một cách đơn giản là "RISE" (/ɹaɪz/)
Màu tiếp ứng
Màu tiếp ứng của nhóm là màu Bình Minh (#FF3200 ) (#FF6D34 ) (#0DCAEF ), đại diện cho màu sắc mặt trời mọc từ đường chân trời, nghĩa là "Một tấm lòng son, Đạp gió rẽ sóng" .

## Lịch sử

### Trước khi ra mắt
- Yên Hủ Gia, Hạ Chi Quang, Triệu Lỗi là thành viên nhóm nhạc XNINE.
- Lưu Dã là thành viên nhóm nhạc SWIN, thuộc tiểu đội SWIN-X.
- Nhậm Hào từng là thành viên nhóm nhạc Zero-G.
- Châu Chấn Nam đã từng tham gia 2 chương trình thực tế là show tìm kiếm tài năng Minh Nhật Chi Tử mùa 1 và Triều Âm Chiến Kỉ.
- Trạch Tiêu Văn từng tham gia show tìm kiếm tài năng Minh Nhật Chi Tử mùa 2.

Nhóm nhạc R1SE được thành lập từ chương trình truyền hình thực tế Sáng tạo doanh 2019 được phát sóng từ ngày 6 tháng 4 năm 2019 đến ngày 8 tháng 6 năm 2019. Đây là mùa thứ hai của chuỗi chương trình Sáng tạo doanh ở Trung Quốc (Tiếp nối mùa 1 là Sáng tạo 101). Trong buổi công diễn trực tiếp chung kết, 11 thực tập sinh đứng đầu sẽ thành đoàn, kết quả bình chọn Châu Chấn Nam là vị trí thứ 1, các thứ hạng tiếp theo lần lượt là Hà Lạc Lạc, Yên Hủ Gia, Hạ Chi Quang, Diêu Sâm, Trạch Tiêu Văn, Trương Nhan Tề, Lưu Dã, Nhậm Hào, Triệu Lỗi, Triệu Nhượng. Center của nhóm là Châu Chấn Nam. Leader do các thành viên trong nhóm chọn, cuối cùng quyết định là Châu Chấn Nam.

### Năm 2019: Ra mắt với "R1SE"
Vào ngày ra mắt, R1SE đã có buổi giới thiệu đầu tiên cho đĩa đơn đầu tay của mình, mang tên "R.1.S.E".
Ngày 18 tháng 7, biểu diễn ca khúc chủ đề của phim điện ảnh "Pháo đài Thượng Hải".
Ngày 24 tháng 7, biểu diễn ca khúc chủ đề của phim bộ "Toàn chức cao thủ".
Ngày 6 tháng 8, EP thành đoàn đầu tay của nhóm là "Muốn Bùng Nổ Thật Vang Dội" chính thức được mở bán.

### Năm 2020
Ngày 8 tháng 6, livestream sinh nhật Pijiama kỷ niệm 1 năm thành đoàn.
Ngày 12 tháng 6, ra mắt Album thứ ba mang tên " Diệu Vi Danh" kỷ niệm 1 năm thành đoàn với 6 bài hát.

### Năm 2021
Ngày 8 tháng 6, livestream sinh nhật hóa thân kỷ niệm 2 năm thành đoàn.
Ra mắt Album thứ tư mang tên "Chúng Ta, Những Ngôi Sao Bình Minh" kỷ niệm 2 năm thành đoàn cũng là Album chia tay hạn định của nhóm.
Vào tối ngày 13/6 nhóm tổ chức buổi hoà nhạc tốt nghiệp mang tên "Chúng Ta, Những Ngôi Sao Bình Minh" cũng là 'lễ tốt nghiệp' chính thức chia tay với R1SE sau 2 năm hoạt động theo hợp đồng.

## Concert và Fanmeeting
- 16/11/2019: <<WE ARE R.1.S.E>> trạm Quảng Châu
- 14/12/2019: <<WE ARE R.1.S.E>> trạm Trùng Khánh
- 23/10/2020: Showcase <<Diệu Vi Danh>>
- 2/5/2021 - 3/5/2021: <<Chúng Ta, Những Ngôi Sao Bình Minh>> trạm Thượng Hải
- 13/6/2021: Concert Tốt Nghiệp <<Chúng Ta, Những Ngôi Sao Bình Minh>> trạm Bắc Kinh

## Thành viên
| Tên              | Tên            | Tên     | Tên          | Tên          | Tên thường gọi                                   | Nơi sinh    | Ngày sinh                  | Vị trí trong nhóm                 | Công ty                                              | Fandom          | Màu tiếp ứng |
| Tên thật         | Nghệ danh      | Hán ngữ | Phiên âm     | Tên quốc tế  | Tên thường gọi                                   | Nơi sinh    | Ngày sinh                  | Vị trí trong nhóm                 | Công ty                                              | Fandom          | Màu tiếp ứng |
| Châu Chấn Nam    | Châu Chấn Nam  | 周震南  | Zhōu Zhènnán | Vin Zhou     | Nam Bảo, Nam Nam, Tiểu Đội Trưởng, Thiếu Niên 2G | Trùng Khánh | 21 tháng 6, 2000           | Leader + Center + Rapper + Dancer | Wajijiwa Entertainment                               | Nam Cực Tinh    |              |
| Từ Nhất Ninh     | Hà Lạc Lạc     | 何洛洛  | Hé Luòluò    | Stark He     | Đậu Đậu, Thần Bếp, Lạc Lạc                       | Hàng Châu   | 4 tháng 5, 2001            | Visual + Dancer + Rapper          | Original Plan                                        | Nhu Mễ Từ       |              |
| Yên Hủ Gia       | Yên Hủ Gia     | 焉栩嘉  | Yān Xǔjiā    | Davis Yan    | Gia Gia, Gia Ca, Lai Bảo                         | Sơn Đông    | 23 tháng 9, 2001           | Em Út + Dancer + Rapper           | Wajijiwa Entertainment                               | Garfield 嘉菲猫 |              |
| Hạ Chi Quang     | Hạ Chi Quang   | 夏之光  | Xià Zhīguāng | X-Light Xia  | Quang Quang, Kim Cang, Thiếu Niên 5G, Cang Cang  | An Huy      | 4 tháng 1, 2000            | Main Dancer + Rapper              | Wajijiwa Entertainment                               | Cực Quang       |              |
| Diêu Sâm         | Diêu Sâm       | 姚琛    | Yáo Chēn     | Ivan Yao     | Diêu Lão Sư, Diêu Diêu, Hiệp Sĩ Hamster          | Trùng Khánh | 23 tháng 3, 1998           | Dancer + Rapper                   | Fanling Culture Media (JYP Entertainment Trung Quốc) | Cookies         |              |
| Trạch Tiêu Văn   | Trạch Tiêu Văn | 翟潇闻  | Zhái Xiāowén | Bill Zhai    | Tiểu Trạch,Trạch Y Bình, Văn Văn                 | Sơn Đông    | 28 tháng 5, 1999           | Vocalist                          | Wajijiwa Entertainment                               | Tiểu Xí Nga     |              |
| Trương Nhan Tề   | Trương Nhan Tề | 张颜齐  | Zhāng Yánqí  | YoRoll Zhang | Tề Tề, 77, YoRoll, Đại Thánh                     | Trùng Khánh | 2 tháng 7, 1998            | Main Rapper                       | Attitude Music                                       | Tiểu Hầu Tử     |              |
| Lưu Dã           | Lưu Dã         | 刘也    | Liú Yě       | Yea Liu      | Dã ca, Nhã Nhã, Nhã Ca                           | Cát Lâm     | 15 tháng 11, 1993          | Anh cả + Dancer + Vocalist        | 1CM                                                  | Gia Trấp        |              |
| Nhậm Hào         | Nhậm Hào       | 任豪    | Rèn Háo      | P.O.I Ren    | Hào Tổng, P.O.I, Hào Nhi                         | Tứ Xuyên    | 17 tháng 7, 1995 (28 tuổi) | Visual + Rapper                   | White Media                                          | Quả Nhân        |              |
| Triệu Lỗi        | Triệu Lỗi      | 赵磊    | Zhào Lěi     | Ray Zhao     | Lỗi Lỗi, Lỗi Thiết, Tiểu Dứa, Bạch Nguyệt Quang  | Trùng Khánh | 1 tháng 1, 1999            | Main Vocal + Dancer               | Wajijiwa Entertainment                               | Đoàn Tử         |              |
| Triệu Sầm Nguyên | Triệu Nhượng   | 赵让    | Zhào Ràng    | Ryan Zhao    | Tiểu Lão Đệ, Nhượng Nhượng, Bé Bọt Biển          | Quảng Đông  | 24 tháng 4, 2001           | Dancer + Rapper                   | SDT Entertainment                                    | Gary 小蜗       |              |

## Danh sách đĩa nhạc
| Năm  | Bài Hát                      | Thời gian  | Thành viên                                              | Album                                             | Chú thích                                           |
| 2019 | Call Me Call My Name         |            | Cả nhóm                                                 |                                                   | Bài hát chủ đề Sáng Tạo Doanh 2019                  |
| 2019 | R.1.S.E                      | 09/06/2019 | Cả nhóm                                                 | Bài hát debut OST < Men In Black - International> |                                                     |
| 2019 | Đừng Ai Sống Keo Kiệt        | 08/08/2019 | Cả nhóm                                                 | EP 《Muốn Bùng Nổ Thật Vang Dội》                 |                                                     |
| 2019 | World World World            | 15/08/2019 | Cả nhóm                                                 | EP 《Muốn Bùng Nổ Thật Vang Dội》                 |                                                     |
| 2019 | Thập Nhị                     | 22/08/2019 | Cả nhóm                                                 | EP 《Muốn Bùng Nổ Thật Vang Dội》                 |                                                     |
| 2019 | Phải Bùng Nổ Thật Khí Phách  | 29/08/2019 | Cả nhóm                                                 | EP 《Muốn Bùng Nổ Thật Vang Dội》                 |                                                     |
| 2019 | Have Fun                     | 11/11/2019 | Cả nhóm                                                 | EP 《Muốn Bùng Nổ Thật Vang Dội》                 |                                                     |
| 2019 | Vô Quý (Không Hổ Thẹn)       | 19/07/2019 | Cả nhóm                                                 |                                                   | OST < Pháo đài Thượng Hải>                          |
| 2019 | Chiến Trường Vinh Quang      | 02/08/2019 | Cả nhóm                                                 | OST <Toàn chức cao thủ>                           |                                                     |
| 2019 | Thiếu Niên Như Cố            | 04/08/2019 | Hà Lạc Lạc, Trạch Tiêu Văn, Lưu Dã, Triệu Lỗi, Nhậm Hào | OST phim hoạt hình < Ma Đạo Tổ Sư Phần 2 >        |                                                     |
| 2019 | Vô Hạn                       | 26/08/2019 | Châu Chấn Nam, Lưu Dã, Triệu Lỗi                        | Chương trình < Thanh Tại Trung Quốc>              |                                                     |
| 2019 | Vai Diễn Không Phân Lớn Nhỏ  | 01/12/2019 | Cả nhóm                                                 | EP 《BOOM! RHAPSOPY!》                            | Từ chương trình thực tế "Mùa Thu Của 11 Thiếu Niên" |
| 2019 | Kẻ Điên                      | 08/12/2019 | Cả nhóm                                                 | EP 《BOOM! RHAPSOPY!》                            | Từ chương trình thực tế "Mùa Thu Của 11 Thiếu Niên" |
| 2019 | NEVER SURRENDER              | 15/12/2019 | Cả nhóm                                                 | EP 《BOOM! RHAPSOPY!》                            | Từ chương trình thực tế "Mùa Thu Của 11 Thiếu Niên" |
| 2019 | Cơm Chan Sao                 | 22/12/2019 | Cả nhóm                                                 | EP 《BOOM! RHAPSOPY!》                            | Từ chương trình thực tế "Mùa Thu Của 11 Thiếu Niên" |
| 2019 | Thanh Âm Không Dứt           | 29/12/2019 | Cả nhóm                                                 | EP 《BOOM! RHAPSOPY!》                            | Từ chương trình thực tế "Mùa Thu Của 11 Thiếu Niên" |
| 2020 | Chân Trần Theo Đuổi Ánh Sáng | 05/01/2020 | Cả nhóm                                                 | EP 《BOOM! RHAPSOPY!》                            | Từ chương trình thực tế "Mùa Thu Của 11 Thiếu Niên" |
| 2020 | You                          | 12/6/2020  | Cả nhóm                                                 |                                                   | 《 炙热的我们 》, Chúng Ta Nhiệt Huyết tập 3        |
| 2020 | Diệu (SUNR1SE)               | 12/6/2020  | Cả nhóm                                                 | EP 《Diệu Vi Danh》                               | Bài hát chủ đề Album                                |
| 2020 | Mẹ Bảo Bạn Đừng Khóc Nữa     | 2/7/2020   | Châu Chấn Nam, Trương Nhan Tề, Triệu Lỗi                | EP 《Diệu Vi Danh》                               |                                                     |
| 2020 | The Pink Second              | 2/7/2020   | Yên Hủ Gia, Trạch Tiêu Văn, Lưu Dã, Nhậm Hào            | EP 《Diệu Vi Danh》                               |                                                     |
| 2020 | 24HOURS                      | 2/7/2020   | Hà Lạc Lạc, Hạ Chi Quang, Diêu Sâm, Triệu Nhượng        | EP 《Diệu Vi Danh》                               |                                                     |
| 2020 | HAPPY BIRTHDAY TO ME         | 26/7/2020  | Cả nhóm                                                 | EP 《Diệu Vi Danh》                               |                                                     |
| 2020 | Twinkling at Dawn            | 30/7/2020  | Cả nhóm                                                 | EP 《Diệu Vi Danh》                               |                                                     |
| 2021 | ZOOM                         | 24/4/2021  | Cả nhóm                                                 | EP《Chúng Ta, Những Ngôi Sao Bình Minh》          | Bài hát chủ đề Album                                |
| 2021 | Bên Kia Thế Giới             | 8/5/2021   | Cả nhóm                                                 | EP《Chúng Ta, Những Ngôi Sao Bình Minh》          |                                                     |
| 2021 | Find Me                      | 13/5/2021  | Cả nhóm                                                 | EP《Chúng Ta, Những Ngôi Sao Bình Minh》          |                                                     |
| 2021 | Bài Ca Ăn Uống (R1SE, Rice)  | 27/5/2021  | Cả nhóm                                                 | EP《Chúng Ta, Những Ngôi Sao Bình Minh》          |                                                     |
| 2021 | Goodbye My Old Friend        | 1/6/2021   | Cả nhóm                                                 | EP《Chúng Ta, Những Ngôi Sao Bình Minh》          |                                                     |
| 2021 | Gonna Create A World Of You  | 8/6/2021   | Cả nhóm                                                 | EP《Chúng Ta, Những Ngôi Sao Bình Minh》          |                                                     |
| 2021 | Last Moment                  | 13/6/2021  | Cả nhóm                                                 | EP《Chúng Ta, Những Ngôi Sao Bình Minh》          |                                                     |

### Album và Doanh thu
| Album                                                   | Chi tiết Album | Doanh thu                         |
| ------------------------------------------------------- | --- | --------------------------------- |
| Going To Powerfully Burst (Phải Bùng Nổ Thật Khí Phách) | - Phát hành: Ngày 6 tháng 8 năm 2019 - Hãng phát hành: Wajijiwa Entertainment, Tencent - Formats: Digital download, streaming Danh sách 1. Hãy Gọi Tên Của Tôi (Call Me Call My Name) 2. R.1.S.E 3. Ai Cũng Đừng Keo Kiệt 4. WORLD WORLD WORLD 5. 十二 (Thập Nhị) 6. Phải Bùng Nổ Thật Khí Phách 7. HAVE FUN | - CHN: 3,078,458 ~ 36,941,496 NDT |
| Boom! Rhapsody! (炸裂狂想曲)                            | - Phát hành: Ngày 1 tháng 12 năm 2019 - Hãng phát hành: Wajijiwa Entertainment, Tencent - Formats: Digital download, streaming Danh sách 1. Vai Diễn Không Phân Lớn Nhỏ 2. Kẻ Điên 3. Never Surrender 4. Cơm Chan Sao 5. Thanh Âm Không Dứt 6. Chân Trần Theo Đuổi Ánh Sáng                                  | —                                 |
| SUNR1SE (曜为名)                                        | - Phát hành: Ngày 12 tháng 6 năm 2020 - Hãng phát hành: Wajijiwa Entertainment, Tencent - Formats: Digital download, streaming Danh sách 1. Diệu (SUNR1SE) 2. Mẹ Bảo Bạn Đừng Khóc Nữa 3. Tia Chớp Màu Hồng (The Pink Second) 4. 24HOURS 5. HAPPY BIRTHDAY TO ME 6. Twinkling at Dawn                        | - CHN: 550,496 ~ 6,605,952 NDT    |
| Before Sunrise (Chúng ta, Trước Khi Bình MInh)          | - Phát hành: Ngày 29 tháng 4 năm 2021 - Hãng phát hành: Wajijiwa Entertainment, Tencent - Formats: Digital download, streaming Danh sách 1. ZOOM 2. Bên Kia Thế Giới 3. Find Me 4. Bài Ca Ăn Cơm (R1CE, Rice) 5. Goodbye, My Old Friend 6. Gonna create a world of you 7. Last Moment                        | —                                 |

## Chương trình tham gia
| Năm  | Chương trình                                        | Vai trò                      | Thành viên tham gia                                                             | Chú thích              |
| 2019 | Sáng Tạo Doanh 2019                                 | Thực tập sinh                | Cả nhóm                                                                         | Show tìm kiếm tài năng |
| 2019 | Thiên Thiên Hướng Thượng ngày 2/6/2019              | Khách mời                    | Châu Chấn Nam, Hà Lạc Lạc, Hạ Chi Quang, Diêu Sâm, Trương Nhan Tề, Triệu Nhượng | Show truyền hình       |
| 2019 | Hợp Xướng 300                                       | Thí sinh                     | Cả nhóm                                                                         | Show truyền hình       |
| 2019 | Super R1SE - Mùa Lưu Trữ Năng Lượng                 |                              | Cả nhóm                                                                         | Show nhóm              |
| 2019 | Mùa Thu Của 11 Thiếu Niên                           |                              | Cả nhóm                                                                         | Show nhóm              |
| 2019 | Minh Nhật Chi Tử - Thủy tinh Thời đại               | Khách mời hỗ trợ học viên    | Châu Chấn Nam, Hà Lạc Lạc, Yên Hủ Gia, Trương Nhan Tề, Triệu Lỗi                | Show tìm kiếm tài năng |
| 2019 | Minh Nhật Chi Tử - Thủy tinh Thời đại               | Khách mời biểu diễn          | Cả nhóm                                                                         |                        |
| 2019 | Đại Hội Thể Thao Siêu Tân Tinh Super Nova Game 2019 | Thí sinh                     | Cả nhóm                                                                         |                        |
| 2019 | Chúng Ta Trưởng Thành Rồi! (tập 9,10)               | Khách mời                    | Yên Hủ Gia, Trạch Tiêu Văn                                                      | Show Quan sát Thực tế  |
| 2019 | Khoái lạc Đại Bản Doanh Happy Camp ngày 16/11/2019  | Khách mời                    | Châu Chấn Nam, Trương Nhan Tề                                                   | Show truyền hình       |
| 2020 | Đại Hội Bốc Phốt (tập 9)                            | Khách mời                    | Châu Chấn Nam, Trương Nhan Tề                                                   |                        |
| 2020 | Khoái lạc Đại Bản Doanh Happy Camp ngày 19/1/2020   | Khách mời                    | Châu Chấn Nam, Yên Hủ Gia                                                       | Show truyền hình       |
| 2020 | Bạn ơi! Hãy lắng nghe! Tập 1                        | Khách mời theo tập           | Châu Chấn Nam                                                                   |                        |
| 2020 | Bạn ơi! Hãy lắng nghe! Tập 9, 10                    | Khách mời theo tập           | Châu Chấn Nam, Trương Nhan Tề                                                   |                        |
| 2020 | The Treasure Voice                                  | Thí sinh                     | Diêu Sâm                                                                        |                        |
| 2020 | The Treasure Voice 2                                | Thí sinh                     | Triệu Lỗi                                                                       |                        |
| 2020 | Sáng Tạo Doanh 2020 (tập 3,10)                      | Khách mời                    | Cả nhóm                                                                         |                        |
| 2020 | Super R1SE- Mùa Kỷ Niệm 1 Năm                       |                              | Cả nhóm                                                                         | Show nhóm              |
| 2020 | Đại Hội Thể Thao Siêu Tân Tinh Super Nova Game 2020 | Thí sinh                     | Cả nhóm                                                                         |                        |
| 2020 | Keep Running mùa 4 tập 11                           | Khách mời                    | Châu Chấn Nam, Hà Lạc Lạc                                                       | Show truyền hình       |
| 2020 | We Are Blazing (Chúng Ta Nhiệt Huyết)               | Thí sinh                     | Cả nhóm                                                                         | Show truyền hình       |
| 2020 | Các Anh Trai Tràn Đầy Sức Sống (tập 3,4,10)         | Khách mời                    | Triệu Nhượng                                                                    | Show truyền hình       |
| 2020 | HaHaHaHaHa (tập 8,9)                                | Khách mời                    | Châu Chấn Nam, Trương Nhan Tề                                                   | Show truyền hình       |
| 2020 | GAGMAN Nghiêm Túc (tập 10)                          | Khách mời                    | Cả nhóm                                                                         | Show truyền hình       |
| 2020 | GAGMAN Nghiêm Túc                                   | Khách mời                    | Châu Chấn Nam                                                                   | Show truyền hình       |
| 2020 | Khoái Lạc Đại Bản Doanh Happy Camp ngày 1/8, 8/8    | Thí sinh                     | Trạch Tiêu Văn, Trương Nhan Tề                                                  | Show truyền hình       |
| 2020 | Khoái Lạc Đại Bản Doanh Happy Camp ngày 1/8, 8/8    | Khách mời hỗ trợ             | Châu Chấn Nam                                                                   | Show truyền hình       |
| 2020 | Khoái Lạc Đại Bản Doanh Happy Camp ngày 1/8, 8/8    | Khách mời trợ giúp biểu diễn | Diêu Sâm, Lưu Dã, Nhậm Hào, Triệu Lỗi, Triệu Nhượng                             | Show truyền hình       |
| 2020 | Khoái Lạc Đại Bản Doanh Happy Camp ngày 19/9        |                              | Trạch Tiêu Văn, Trương Nhan Tề                                                  | Show truyền hình       |
| 2020 | Công Ty Thần Kỳ Nơi Đâu                             |                              | Trạch Tiêu Văn                                                                  | Show truyền hình       |
| 2020 | Minh Nhật Chi Tử Mùa 4 - SuperBand                  | Giáo viên thực tập           | Châu Chấn Nam                                                                   | Show tìm kiếm tài năng |
| 2021 | Sáng Tạo Doanh 2021                                 | Người khởi xướng             | Châu Chấn Nam                                                                   | Show tìm kiếm tài năng |
| 2021 | Sáng Tạo Doanh 2021                                 | Khách mời                    | Cả nhóm                                                                         | Show tìm kiếm tài năng |
| 2021 | Chúng Ta, Trước Khi Bình Minh (BEFORE SUNRISE)      |                              | Cả nhóm                                                                         | Show nhóm              |
| 2021 | Kim Khúc Thanh Xuân (Youth and Melody) tập 1        | Người trợ giúp               | Châu Chấn Nam                                                                   | Show truyền hình       |
| 2021 | Kim Khúc Thanh Xuân (Youth and Melody) tập 2        | Thí sinh                     | Hạ Chi Quang, Lưu Dã                                                            | Show truyền hình       |
| 2021 | Kim Khúc Thanh Xuân (Youth and Melody) tập 4        | Thí sinh                     | Diêu Sâm, Trương Nhan Tề                                                        | Show truyền hình       |
| 2021 | Kim Khúc Thanh Xuân (Youth and Melody) tập 5        | Thí sinh                     | Hà Lạc Lạc, Trạch Tiêu Văn                                                      | Show truyền hình       |
| 2021 | Kim Khúc Thanh Xuân (Youth and Melody) tập 10       | Thí sinh                     | Cả nhóm                                                                         | Show truyền hình       |
| 2022 | Nhân viên mới-Kỳ pháp Y                             | Khách mời                    | Trạch Tiêu Văn, Trương Nhan Tề                                                  | show thực tế           |

## Giải thưởng
| Năm  | Giải thưởng | Kết quả   |
| 2019 | "Nhóm nhạc mới của năm" tại GQ Men Of The Year 2019                                                               | Đoạt giải |
| 2019 | "Nhóm nhạc mới được yêu thích nhất năm" tại Bài hát mới Châu Á 2019                                               | Đoạt giải |
| 2019 | "Nhóm nhạc của năm" tại Tinh Quang Đại Thưởng của Tencent 2019                                                    | Đoạt giải |
| 2019 | EP <<Muốn Bùng Nổ Thật Vang Dội>> nhận được giải "Album của năm" tại Tencent Music Entertainment Awards TMEA 2019 | Đoạt giải |
| 2020 | "Nhóm nhạc của năm" tại ELLEMEN FILM HERO                                                                         | Đoạt giải |
| 2020 | <<Diệu Vi Danh>> nhận giải "Album của năm" tại Tencent Video All Star Night 2020                                  | Đoạt giải |
| 2020 | "Nhóm nhạc Trung Quốc xuất sắc của năm" tại Asian Pop Music Awards                                                | Đoạt giải |
| 2020 | "Nhóm nhạc nổi tiếng nhất của năm" tại Asian Pop Music Awards                                                     | Đoạt giải |
| 2020 | "Nhóm nhạc xuất sắc nhất của năm" tại Đêm Hội Weibo                                                               | Đoạt giải |
| 2020 | "Nhóm nhạc xuất sắc nhất của năm" tại Beijing Music Exposition (BME)                                              | Đoạt giải |
| 2020 | "Nhóm nhạc mới nổi tiếng nhất của năm" tại CCTV's/Yang Video                                                      | Đoạt giải |
| 2020 | "Nhóm nhạc nổi tiếng nhất của năm" tại LIFESTYLE's 28th Style Gala                                                | Đoạt giải |